# Křížová cesta (Vernéřovice)
Zaniklá Křížová cesta ve Vernéřovicích na Náchodsku se nacházela přibližně dva kilometry západně od obce na úbočí Bukové hory.

## Historie
Křížová cesta vedla k poutnímu místu u kaple Panny Marie Pomocné. Nacházela se ve svahu nad kaplí a tvořila ji dřevěná zastavení s litinovými obrazy. Zachováno zůstalo pouze sedmé zastavení.
Poutní místo vzniklo z iniciativy Augustina Streubela a jeho dvou přátel koncem 19. století v okolí Vernéřovické studánky, v pramenné oblasti Vernéřovického potoka na Horském hřbetu. Kromě kaple Panny Marie Pomocné zde byly postaveny další dvě kaple: Studniční a Panny Marie Bolestné.
Milostný obraz Panny Marie Pasovské byl z kaple přenesen a provizorně uschován ve farní budově. Pseudogotická poutní kaple je prázdná, Studniční kaple a kaple Panny Marie Bolestné jsou zničeny.
V poutním areálu probíhá rekonstrukce.